# 藍沢南城
藍沢南城（あいざわ なんじょう、寛政4年（1792年） - 万延元年（1860年））は、江戸時代後期の儒学者。名は祗、字は子敬、幼名は文蔵、通称は要輔。鉢山、抜山と号し、のち南城と改めた。また、五輪山人、三友斎の号も使った。
松下一斎のもとで折衷学を学んだ後、在野の儒学者として私塾 三餘堂を開き、多くの門人を育てた。

## 生涯
寛政4年（1792年）、父の藍澤北溟と母の班（はん）の長男として生まれる。父親は漢学者であり小千谷片貝の郷塾 朝陽館の塾長であった。
寛政9年（1797年）、父が病没し、母の郷里である刈羽郡南条村（現在の柏崎市）に移る。
文政3年（1820年）、学塾である三餘堂を開く。以降、ほとんど南条の地を離れずに教育に没頭した。質実な学風が多くの人々に慕われ、越後はもとより、会津・能登・備前からも門人が参集した。
万延元年（1860年）、死去。生涯で2000編に及ぶ詩を残した。
没後、三餘堂は養子の朴斎によって引き継がれたが、明治5年（1872年）、学制の公布に伴い塾は閉鎖された。

## 著作
- 藍氏漫筆
- 啜茗談柄 --漢文体の越後奇談集
- 三餘集
- 周易索隠
- 三百篇原意
- 唐宋絶句抄
- 古文尚書解
- 中晩唐七絶抄略解
- 南城三餘集